# André Liotard
André Frank Liotard (1905 - 1982) fue un explorador polar francés de la región antártica, lideró expediciones a la tierra de Adelaida en 1948-1951.
Entre 1947-48 Liotard fue observador francés ante el Falklands Islands Dependencies Survey (FIDS).
En 1950 Liotard al mando de la Expedición Polar Francesa, visitó la Antártida. La expedición a bordo del aviso "Commandant Charcot", comandado por Max Douguet desembarcó el 20 de enero de 1950 en la tierra de Adelaida.
La expedición construyó la primera base francesa en territorio antártico, a la cual denominaron base Port-Martin. El nombre de la base hace honor a , J.A. Martin, un miembro de la expedición que falleció a bordo del Charcot en 1949 frente al Cabo de Buena Esperanza. La base estuvo operando desde el 14 de febrero de 1950 hasta el 20 de enero de 1952, y fue destruida por un incendio.